# 平御香
平御香（ヒラウコー）とは、神前・仏前に供える沖縄県特有の線香。黒く平たい形状をしており、香りが少ない。地域によっては葉御香（ファーウコー）・島御香（シマウコー）・黒御香（クルウコー）などとも言う。

## 概説
平御香は大きさは長さ14センチメートル幅2.5センチメートル程度の扁平な形状をしており、これを4枚を白神で束ねて販売される事が多い。この1枚を1平（ヒトヒラ）というが、1平は6本の御香が集まったものと考えられており、実際に表面には5条の溝があって必要に応じて割って使用する。
御香の本数は12本であれば12か月、3本であれば天地人の調和を意味するとされ、地域によって異なるが祭祀や祈願によって用いる本数を使い分ける。また御嶽や屋敷での祈願では火を付けずに供えることもあり、これを「冷たい御香（ヒジュルウコー）」という。
かつての原料はタブノキの皮・松炭・芋粕（ンムカシ）であったが、現在は芋粕の代わりに麩を作った際の残りで作られる。本土の線香と比べると、香りが少なく、着火しづらいが長く燃え、灰を多く出す。

## 歴史
香が琉球王国に伝来した時期や生産が始まった時期は不明だが、『琉球国由来記』によれば1640年頃に南氏奥間快玄が寿帯香を作り、この功によって中城間切奥間の名島を賞賜された。以降、御香の生産は小細工奉行所の寿帯香作主取が管理してきた。